# Rue de Rivoli
A Rue de Rivoli é uma das ruas mais famosas de Paris, uma rua comercial cujas lojas incluem algumas das marcas mais elegantes do mundo.

## Moradores famosos
Na Rue de Rivoli morou, na última década do século XIX, o milionário e intelectual brasileiro Eduardo Paulo da Silva Prado, ferrenho opositor da ditadura militar do presidente Floriano Peixoto.